# Campeonato Europeo de Boxeo Aficionado de 2010
El XXXVIII Campeonato Europeo de Boxeo Aficionado se celebró en Moscú (Rusia) entre el 4 y el 13 de junio de 2010 bajo la organización de la Confederación Europea de Boxeo (EUBC) y la Federación Rusa de Boxeo.
Las competiciones se realizaron en el Palacio Deportivo Megasport de la capital rusa.

## Medallistas
| Evento               | Oro                        | Plata                       | Bronce                                                         |
| -------------------- | -------------------------- | --------------------------- | -------------------------------------------------------------- |
| Minimosca (48 kg)    | Patrick Barnes Irlanda     | Elvin Məmişzadə Azerbaiyán  | Hovhannes Danielian · Armenia José Kelvin de la Nieve · España |
| Mosca (51 kg)        | Mijail Aloyan · Rusia      | Khalid Yafai Inglaterra     | Ronny Beblik · Alemania Vincenzo Picardi · Italia              |
| Gallo (54 kg)        | Eduard Abzalimov · Rusia   | Heorhi Chyhayev · Ucrania   | Andrew Selby Gales Gamal Yafai Inglaterra                      |
| Pluma (57 kg)        | Denis Makarov · Alemania   | Iain Weaver Inglaterra      | Siarhei Kunitsyn · Bielorrusia Tyrone McCullagh · Irlanda      |
| Ligero (60 kg)       | Albert Selimov · Rusia     | Thomas Stalker Inglaterra   | Eugen Burhard · Alemania Eric Donovan · Irlanda                |
| Superligero (64 kg)  | Hrachik Dzhavajian Armenia | Gyula Káté · Hungría        | Alexandr Soliannikov · Rusia Olexandr Kliuchko · Ucrania       |
| Wélter (69 kg)       | Balázs Bacskai · Hungría   | Alexis Vastine Francia      | Mahamed Nurudzinau · Bielorrusia Taras Shelestiuk · Ucrania    |
| Medio (75 kg)        | Artiom Chebotariov · Rusia | Darren O'Neill Irlanda      | Mikalai Vesialou · Bielorrusia Mladen Manev · Bulgaria         |
| Semipesado (81 kg)   | Artur Beterbiyev · Rusia   | Abdelkader Bouhénia Francia | Artur Jachatrian Armenia Kenneth Egan Irlanda                  |
| Pesado (91 kg)       | Yegor Mejontsev · Rusia    | Tervel Pulev Bulgaria       | Denys Poyatsyka · Ucrania József Darmos · Hungría              |
| Superpesado (+91 kg) | Serguei Kuzmin · Rusia     | Viktar Zuyeu · Bielorrusia  | Yusef Abedelgani · Israel Roman Kapitonenko · Ucrania          |

## Medallero
| Núm. | País        | Oro | Plata | Bronce | Total |
| ---- | ----------- | --- | ----- | ------ | ----- |
| 1    | Rusia       | 7   | 0     | 1      | 8     |
| 2    | Irlanda     | 1   | 1     | 3      | 5     |
| 3    | Hungría     | 1   | 1     | 1      | 3     |
| 4    | Alemania    | 1   | 0     | 2      | 3     |
| 4    | Armenia     | 1   | 0     | 2      | 3     |
| 6    | Inglaterra  | 0   | 3     | 1      | 4     |
| 7    | Francia     | 0   | 2     | 0      | 2     |
| 8    | Ucrania     | 0   | 1     | 4      | 5     |
| 9    | Bielorrusia | 0   | 1     | 3      | 4     |
| 10   | Bulgaria    | 0   | 1     | 1      | 2     |
| 11   | Azerbaiyán  | 0   | 1     | 0      | 1     |
| 12   | España      | 0   | 0     | 1      | 1     |
| 12   | Gales       | 0   | 0     | 1      | 1     |
| 12   | Israel      | 0   | 0     | 1      | 1     |
| 12   | Italia      | 0   | 0     | 1      | 1     |
|      | TOTAL       | 11  | 11    | 22     | 44    |